# Förvaltningsutskott
Förvaltningsutskott var förr det organ som enligt kommunallagen innehade den verkställande makten i ett svenskt landsting. År 1992 ersattes begreppet med landstingsstyrelse.